# Patty Loveless
Patricia Lee Ramey (Pikeville, Kentucky, 4 de enero de 1957), más conocida como Patty Loveless,  es una cantante de música country estadounidense. Comenzó a actuar en su adolescencia antes de firmar su primer contrato discográfico con la división Nashville de MCA Records en 1985. Si bien sus primeros lanzamientos no tuvieron éxito, se abrió paso a finales de la década con una versión de «If My Heart Had Windows» de George Jones. Loveless publicó cinco álbumes en MCA antes de mudarse a Epic Records en 1993, donde lanzó nueve álbumes más. Cuatro de sus álbumes — Honky Tonk Angel, Only What I Feel, When Fallen Angels Fly y The Trouble with the Truth — están certificados como platino en Estados Unidos. Loveless ha incluido 44 sencillos en las listas Billboard Hot Country Songs, incluidos cinco que alcanzaron el número uno: «Timber, I'm Falling in Love», «Chains», «Blame It on Your Heart», «You Can Feel Bad», y «Lonely Too Long».
La música de Loveless se define por una mezcla de sonidos, que incluyen música country neotradicional, country pop y bluegrass, y su voz obtuvo comparaciones favorables con Loretta Lynn y Emmylou Harris. Los compositores recurrentes cuyo trabajo ha grabado incluyen a  Matraca Berg, Kostas, Jim Lauderdale y Steve Earle. Ha colaborado con Vince Gill, George Jones y Dwight Yoakam, entre otros. Casi todos sus álbumes fueron producidos por su esposo, Emory Gordy Jr. Aunque se retiró en gran medida de la actuación en 2009, Loveless ha contribuido esporádicamente a los trabajos de otros artistas en los años siguientes. Ha ganado cinco premios de la Asociación de Música Country, dos de la Academia de Música Country y dos premios Grammy.
Loveless fue incluida en el Salón de la Fama de la Música Country el 22 de octubre de 2023.

## Biografía

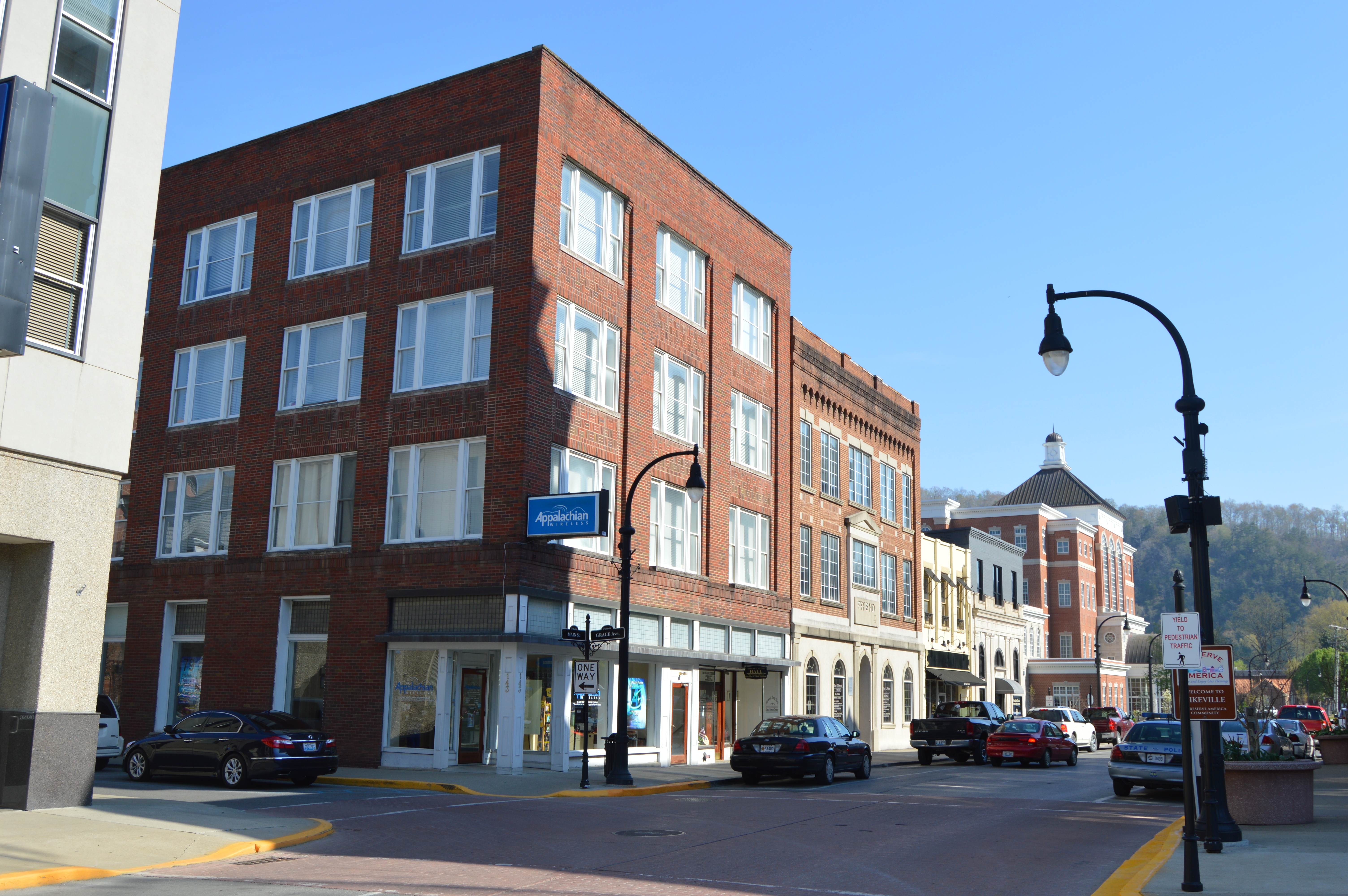
Patty Loveless nació en Pikeville, Kentucky.

Patty Loveless nació como Patricia Lee Ramey el 4 de enero de 1957 en Pikeville, Kentucky, hija de Naomi (de soltera Bowling; 1921-2006) y John Ramey (1921-1979). Ella es la sexta de siete hijos.   A través de su línea paterna, Loveless es prima lejana de las cantantes country Loretta Lynn y Crystal Gayle.  Se crio en la cercana ciudad de Elkhorn, Kentucky, donde su padre trabajaba en una mina de carbón.   Contrajo la enfermedad del pulmón negro como resultado del trabajo, lo que obligó a la familia a mudarse a Louisville, Kentucky, para facilitar sus tratamientos médicos.  John Ramey murió a causa de la enfermedad en 1979. 
Cuando tenía 11 años, comenzó a tocar la guitarra y a escribir canciones con su hermano Roger, lo que los llevó a actuar juntos en eventos locales. Los dos fueron descubiertos en uno de esos espectáculos por los hermanos Wilburn. El dúo no la consideró lo suficientemente madura para una carrera musical en ese momento y la animó a seguir actuando.  Después de graduarse de la escuela secundaria, comenzó a viajar con los Wilburn Brothers como vocalista de su banda de gira.   En 1973 se casó con el baterista de la banda, Terry Lovelace, ese mismo año y se mudó con él a Charlotte, Carolina del Norte. En este punto, cambió la ortografía de su nombre a Patty Loveless, una variante de su apellido de casada. 
Loveless pasó gran parte de finales de la década de 1970 tocando versiones de rock en varios lugares del Medio Oeste de los Estados Unidos.   A mediados de la década de 1980, regresó a Nashville, Tennessee, para seguir una carrera como artista country. En ese momento, Loveless dijo que se inspiró en el ascenso del country neotradicional a mediados de la década de 1980 a través de actos como Dwight Yoakam, The Judds y Randy Travis.   En Nashville, cantó demos para otros artistas y firmó un contrato de composición con Acuff-Rose Music en 1985.  Loveless grabó cinco de sus propias canciones en una cinta de demostración, que su hermano Roger envió a la división de Nashville de MCA Records. Tony Brown (un productor discográfico que también se desempeñaba como presidente de artistas y repertorio de ese sello) ayudó a contratar a Loveless para el sello en julio de 1985.  

## Carrera

### 1985-1990: primeros años
Loveless comenzó a grabar música para MCA con la asistencia de producción de Brown y Emory Gordy Jr., un productor con quien Roger se había hecho amigo.  Antes de trabajar con Loveless, Gordy fue miembro de la banda de acompañamiento de Emmylou Harris, Hot Band.  MCA Nashville lanzó el sencillo debut de Loveless a finales de 1985 titulado «Lonely Days, Lonely Nights».  A esto le siguieron «Wicked Ways», «I Did» y «After All».  Los cuatro sencillos alcanzaron su punto máximo fuera del top 40 en las listas estadounidenses Billboard Hot Country Songs.  Debido a sus fracasos, los ejecutivos de MCA inicialmente no quisieron lanzar un álbum. Sin embargo, Loveless notó que «I Did» era muy popular entre los fanáticos y asistentes a conciertos a pesar de su bajo nivel en las listas y convenció con éxito a los ejecutivos del sello para que permitieran el lanzamiento de un álbum completo. 
Ese álbum, homónimo Patty Loveless, fue lanzado en 1986.  Gordy y Brown produjeron el proyecto y estuvieron entre los músicos contribuyentes, al igual que los guitarristas Reggie Young y Richard Bennett.  Los compositores que contribuyeron incluyeron a Guy Clark, Jo-El Sonnier y Karen Staley.  Loveless había escrito «I Did» a los 17 años después de una ruptura,  y es el único sencillo de su carrera que escribió.  Originalmente había grabado «After All» como una demostración para los compositores Jimbeau Hinson y Harry Stinson, quienes tenían la intención de que Reba McEntire grabara la canción. Cuando McEntire decidió no grabar la canción, los dos compositores permitieron que Loveless se la quedara.  Loveless apoyó su álbum debut con una gira con George Jones, lo que llevó a los dos a cantar «Roll in My Sweet Baby's Arms» juntos en conciertos.  Una reseña no acreditada en Cashbox de «Lonely Days, Lonely Nights» la llamó "una golpeadora que muestra su voz fuerte y su fraseo rítmico".  La misma revista publicó una crítica favorable de «I Did», que afirmaba que la canción "realmente parece venir del corazón" y tenía un "sonido clásico".  Durante el mismo período, también se divorció de su primer marido, Terry Lovelace. 

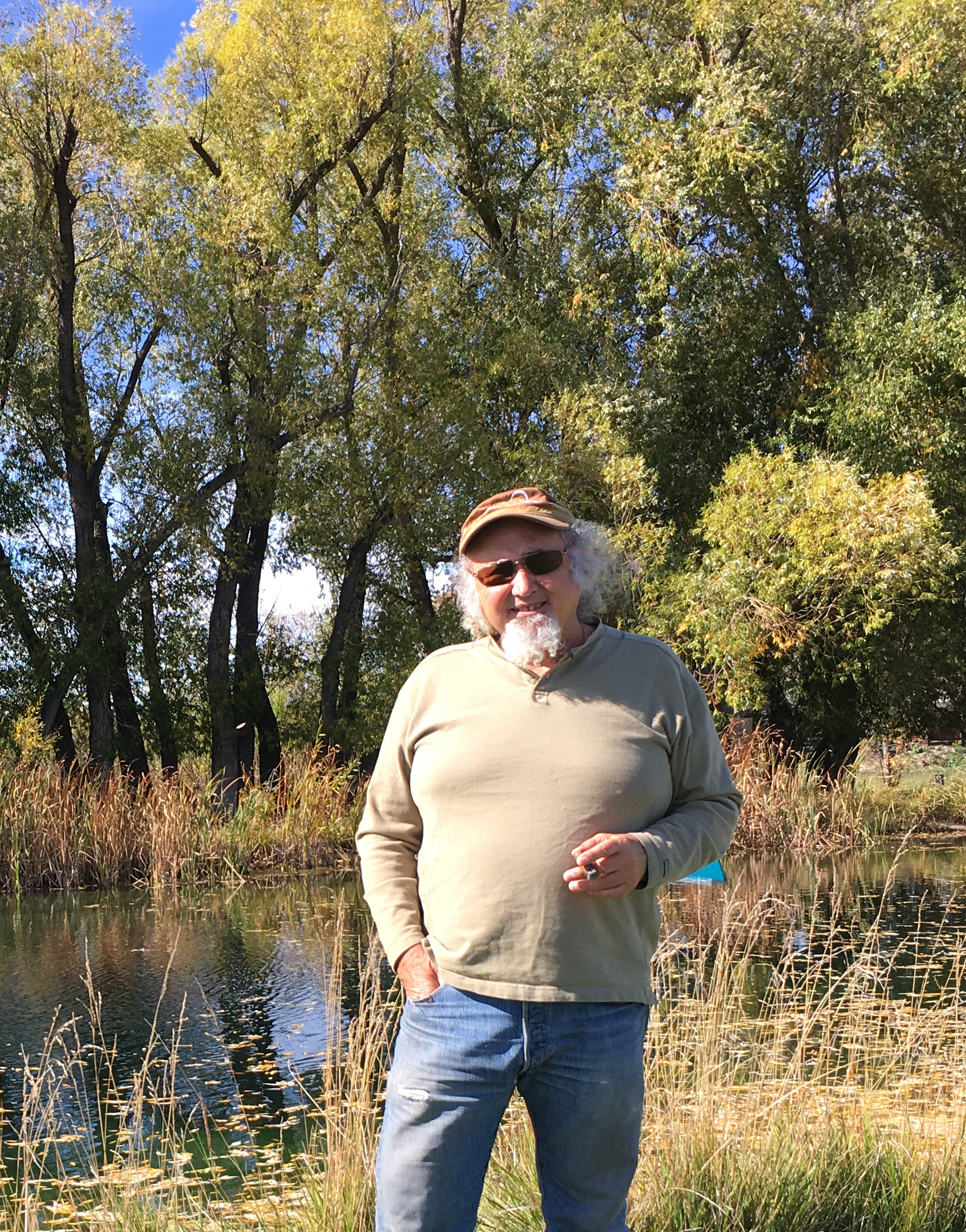
El primer sencillo número uno de Loveless fue «Timber, I'm Falling in Love», escrito por el compositor Kostas.

El segundo álbum de Loveless en MCA fue If My Heart Had Windows de 1988. El sencillo principal fue la composición de Curtis Wright «You Saved Me» (que quedó fuera del top 40 del país).  Fue seguido por su primer éxito entre los 10 primeros, una versión del sencillo de 1967 de George Jones «If My Heart Had Windows».  El tercer y último sencillo fue una versión de «A Little Bit in Love» de Steve Earle. A mediados de 1988, la interpretación de Loveless había alcanzado el puesto número dos en las listas country de Billboard.  Una reseña escrita por Thom Jurek de AllMusic elogió estas dos versiones en particular y también afirmó que su "integridad, sinceridad sencilla y una voz absolutamente impresionante han ayudado a crear una racha de excelentes grabaciones y éxito en las listas".  Jack Hurst del Chicago Tribune se mostró mezclado con el álbum, elogiando la voz de Loveless, pero criticando la producción por ser de naturaleza más country pop.  Coincidiendo con el lanzamiento del álbum, Loveless fue incluido en el Grand Ole Opry en 1988.  A lo largo de 1988, Loveless también ganó exposición en el Reino Unido actuando en un festival anual de música country celebrado en Wembley Arena. 
A finales de 1988, se lanzó el tercer álbum de Loveless llamado Honky Tonk Angel.  Poco después del lanzamiento del álbum, ella y Gordy se casaron.  El sencillo principal fue «Blue Side of Town», que fue coescrito por Hank DeVito (otro miembro de Hot Band de Emmylou Harris).  Esta canción alcanzó el top 5, al igual que una versión de «Don't Toss Us Away»de Lone Justice.   Después de estos vino su primer sencillo número uno, «Timber, I'm Falling in Love». Brown descubrió la canción mientras buscaba material para el álbum. Fue escrito por el compositor greco-estadounidense Kostas, quien en ese momento no estaba considerando una carrera en el country. Debido al éxito de «Timber, I'm Falling in Love», Kostas pasó a escribir más canciones para Loveless y para otros artistas country.  «The Lonely Side of Love» (otra canción escrita por Kostas) alcanzó su punto máximo entre los diez primeros del país a finales de 1989.  A principios de 1990, el último sencillo del álbum, «Chains», se convirtió en el segundo en encabezar la lista de países.  MCA promocionó el álbum a través de CMT, que incluyó un sorteo donde los fanáticos podían ganar un viaje para ver a Loveless actuar en Billy Bob's Texas, un club nocturno en Fort Worth, Texas. Además, el sello regaló carteles autografiados y firmó con Loveless un contrato de patrocinio con Justin Boots.  Honky Tonk Angel fue posteriormente certificado platino por la Recording Industry Association of America (RIAA) por envíos de un millón de copias.  Brian Mansfield describió el álbum como "el álbum que estableció a Loveless como una presencia importante".  Wendy Dudley del Calgary Herald elogió la "robusta voz" de Loveless, comparándola favorablemente con las de Patsy Cline. 

### 1990-1991: últimos años con MCA
En 1990 Loveless lanzó su cuarto álbum de estudio, On Down the Line.  Se ubicó entre los cinco primeros con la canción principal del álbum, otra composición de Kostas.  Luego vino una versión de «The Night's Too Long» de Lucinda Williams,  que alcanzó el puesto 20.  El disco también generó «I'm That Kind of Girl» y «Blue Memories», coescritas respectivamente por Matraca Berg y Karen Brooks. Ambos hicieron sus apariciones en las listas a principios de 1991.  On Down the Line obtuvo una certificación de oro que honra los envíos de 500.000 copias.  Alex Henderson escribió sobre el álbum en AllMusic: "Impredecible y constantemente inspirado, On Down the Line sigue siendo uno de los mejores álbumes de Loveless".  Hurst escribió que "el poder vocal de clase mundial de Loveless ha parecido que durante tres álbumes estaba buscando material que pudiera involucrar su alma, y parece haberlo encontrado en esta colección". 
Loveless terminó su mandato en MCA con Up Against My Heart en 1991.  Su sencillo principal fue la canción entre los cinco primeros, «Hurt Me Bad (In a Real Good Way)», coescrita por (y con coros de) Deborah Allen.  Dolly Parton, Mac McAnally y Vince Gill también cantaron en varias pistas del álbum.  La pista de cierre fue una versión de «God Will» de Lyle Lovett.  Los sencillos siguientes, «Jealous Bone» y «Can't Stop Myself from Loving You», tuvieron menos éxito en Billboard.  Alanna Nash de Entertainment Weekly calificó el álbum como "A+", comparando la música favorablemente con la de Loretta Lynn y Emmylou Harris.  Los editores de Country Music: The Encyclopedia atribuyeron el fracaso comercial de Up Against My Heart al creciente éxito de otras mujeres en el sello MCA como Wynonna Judd y Trisha Yearwood.  En 1992, Loveless terminó su contrato con MCA y despidió a su hermano Roger de su puesto como su mánager.  Su último lanzamiento de MCA fue un paquete Greatest Hits en 1993.  Después de su lanzamiento, esta compilación obtuvo la certificación oro. 

### 1992-1997: traslado a Epic Records y máximo éxito
Loveless firmó con Epic Records a finales de 1992 tras su salida de MCA. Mientras estaba entre sellos, apareció en el sencillo de 1992 de Dwight Yoakam «Send a Message to My Heart» (de su álbum de 1990 If There Was a Way).  Antes de que pudiera comenzar a grabar, le diagnosticaron un aneurisma en una de sus cuerdas vocales.  Esto se desarrolló a partir de una tensión vocal sufrida durante varios años de gira.   Aunque el aneurisma fue extirpado quirúrgicamente en octubre de 1992,  necesitó un mes de descanso vocal y terapia antes de volver a cantar.   Después de recuperarse, se recuperó con lo que se consideró un récord histórico con su debut en Epic Records, Only What I Feel (1993).   El álbum volvió a presentar a Gordy como productor y bajista. Vince Gill y Joe Diffie proporcionaron coros, mientras que las contribuciones musicales incluyeron al teclista Barry Beckett, el guitarrista de acero Paul Franklin y cuerdas de miembros de Nashville String Machine.  Su primer sencillo para Epic fue «Blame It on Your Heart», coescrito por Kostas y Harlan Howard.  A mediados de 1993, esta canción se convirtió en el tercer sencillo número uno de Loveless en Billboard.  También en 1993, fue una de las muchas vocalistas destacadas en «I Don't Need Your Rockin' Chair» de George Jones, que ganó el Evento Vocal del Año de la Asociación de Música Country para todos los involucrados. 

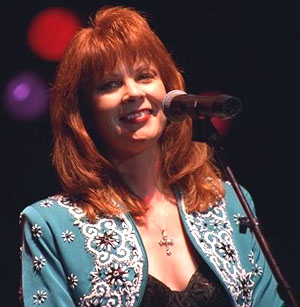
Loveless a mediados de los 90.

Only What I Feel representó tres sencillos más entre entonces y 1994: «Nothin' but the Wheel», «You Will» y «How Can I Help You Say Goodbye». Ambas últimas canciones alcanzaron el top diez del país de Billboard.  «You Will» fue coescrita por Pam Rose y Mary Ann Kennedy (entonces del dúo country Kennedy Rose),  y fue grabada originalmente por Anne Murray en 1991.  Al actor Burton Collins se le ocurrió el concepto de "How Can I Help You Say Goodbye" después de la muerte de su abuela en 1988, pero no terminó la canción hasta mucho más tarde, cuando conoció a la coguionista Karen Taylor-Good.  Alanna Nash de Entertainment Weekly pensó que la voz de Loveless se había vuelto más fuerte después de la cirugía y que las canciones tenían temas de "comprensión entre sexos".  Michael McCall de AllMusic también encontró la voz de Loveless más fuerte que en su trabajo en MCA, destacando su interpretación en «Nothin' but the Wheel» en particular.  En la 37.ª edición de los premios Grammy de 1995, «How Can I Help You Say Goodbye» fue nominada a Mejor Interpretación Vocal Country Femenina, su primera nominación de esa organización. 
Su segundo álbum de Epic fue When Fallen Angels Fly de 1994.  El sencillo principal, «I Try to Think About Elvis», alcanzó el puesto número tres en las listas de países ese mismo año. También se generaron como sencillos las diez mejores canciones «Here I Am», «You Don't Even Know Who I Am» y «Halfway Down».  Cuando Fallen Angels Fly ganó más tarde Álbum del año de la Asociación de Música Country.  El álbum no había sido considerado originalmente para una nominación en esta categoría, pero la Asociación de Música Country lo agregó después de descalificar Now That I've Found You: A Collection de Alison Krauss.  Ganó el premio a Mejor Vocalista Femenina de la Academia de Música Country tanto en 1995 como en 1996  «You Don't Even Know Who I Am» fue nominada como Canción del Año por la Academia de Música Country y al Premio Grammy a la Mejor Interpretación Vocal Country Femenina.   Cuando Fallen Angels Fly obtuvo la certificación platino en 1996.  Bob Cannon de Entertainment Weekly pensó que Loveless mostró un rango emocional más amplio en el álbum que otras artistas country femeninas contemporáneas, contrastando su entrega vocal en «Halfway Down» y «You Don't Even Know Who I Am».  Richard McVey escribió sobre «Here I Am» en la revista Cashbox que "Ella derrama emociones a través de su voz como pocos pueden hacerlo". 

### 1996-1999: éxito comercial continuo en Epic
En 1996, Epic lanzó su octavo álbum de estudio llamado The Trouble with the Truth.  El sencillo principal del álbum fue coescrito por Matraca Berg «You Can Feel Bad». Se convirtió en el cuarto sencillo número uno de Loveless en la lista de países de Billboard.  La continuación fue «A Thousand Times a Day» (grabada originalmente por George Jones en 1993),  que se detuvo en el número 13 de las listas.  Fue sucedido por su quinto y último sencillo número uno, «Lonely Too Long».  Después de estos vino el éxito entre los 10 primeros «She Drew a Broken Heart» y luego la canción principal entre los 20 primeros.  Loveless describió el proyecto como si tuviera como tema "ver las cosas como son, no como desearías que fueran".  The Trouble with the Truth recibió nominaciones a Álbum del Año tanto de la Academia de Música Country como de la Asociación de Música Country.   El proyecto obtuvo dos nominaciones al Grammy: el álbum en sí como Mejor Álbum Country en 1997 y la canción principal como Mejor Interpretación Vocal Country Femenina un año después.  En 1998, el álbum obtuvo la certificación de platino.  El proyecto también contenía una versión de «Tear Stained Letter» de Richard Thompson. Una reseña en Billboard criticó esta portada por no encajar temáticamente con el álbum, pero afirmó de las otras pistas que "logra sonar simultáneamente contemporánea y tradicional".  La misma revista publicó una reseña de «Lonely Too Long», afirmando que su voz "irradea una variedad de emociones en esta melodía bien escrita".  Escribiendo para Country Standard Time, Jeffrey B. Remz elogió "la abrumadora capacidad de Loveless para abordar el núcleo emocional de todas y cada una de las canciones". 

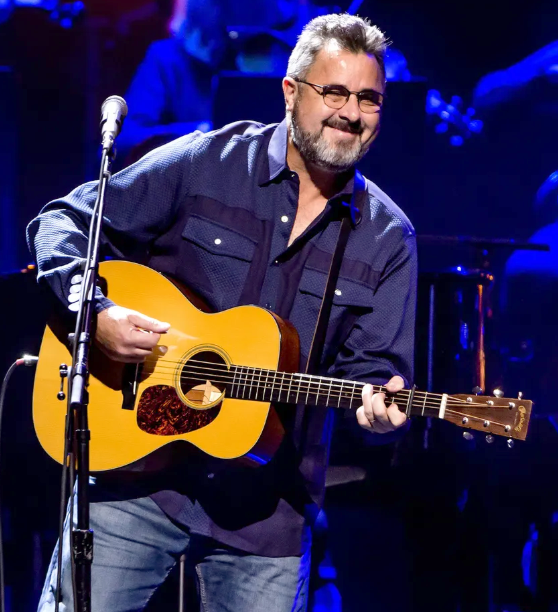
Loveless colaboró con Vince Gill en varias ocasiones.

A finales de 1997, Loveless alcanzó el top 20 de las listas country con el dueto de George Jones «You Don't Seem to Miss Me».  Este fue el sencillo principal de su noveno álbum, Long Stretch of Lonesome.  «To Have You Back Again» y «High on Love» (otra canción coescrita por Kostas) también se ubicaron en el top 20 de este álbum, mientras que «Like Water into Wine» se convirtió en su primer sencillo en solitario desde 1987 en extrañar el país 40 mejores.  «You Don't Seem to Miss Me» ganó el premio al Evento Vocal del Año de la Asociación de Música Country en 1998,  y fue nominado a Mejor Colaboración Country con Voz en la 40.ª Entrega Anual de los Premios Grammy.  Los coautores del álbum incluyeron a Kostas, Kim Richey, Jim Lauderdale y Jeff Hanna, miembro de Nitty Gritty Dirt Band.  Carole L. Phillips de The Cincinnati Post calificó el álbum como "A", destacando influencias tanto del bluegrass como de la música rock en «High on Love», mientras compara su entrega con Loretta Lynn y Roy Orbison en otras pistas.  Remz elogió su interpretación vocal en «To Have You Back Again», «You Don't Seem to Miss Me» y la canción principal en particular.  Long Stretch of Lonesome obtuvo la certificación de oro en 1998.  También en 1998, se unió a otra colaboración de múltiples artistas. Este fue «Same Old Train», incluido en el álbum tributo de 1998 A Tribute to Tradition. Esta canción apareció en Hot Country Songs ese año y ganó el premio Grammy a la mejor colaboración country con voces, dándole así a Loveless su primer Grammy.  
Su siguiente lanzamiento de Epic fue una recopilación titulada Classics, publicada en 1999. El álbum incluía nueve sencillos de sus álbumes anteriores de Epic junto con tres pistas nuevas. Dos de ellos — «Can't Get Enough» y el dueto de Vince Gill «My Kind of Woman»/«My Kind of Man» — se publicaron como sencillos.   Loveless y Gill habían trabajado juntos en varias ocasiones antes de esta canción; En particular, cantó coros en sus sencillos «When I Call Your Name»,  «Pocket Full of Gold»,  y «Go Rest High on That Mountain».  «My Kind of Woman»/«My Kind of Man» le valió a ambos artistas el premio de la Asociación de Música Country al Evento Vocal del Año.  Remz elogió la consistencia de los sencillos lanzados anteriormente, pero consideró que «Can't Get Enough» era inferior en comparación.  Classics obtuvo la certificación de oro en 2002.  Loveless tomó una breve pausa en la grabación a finales de la década debido a que contrajo neumonía y Gordy requirió una cirugía de emergencia por pancreatitis.   Una excepción a esta pausa se produjo a finales de 1999, cuando proporcionó coros en el sencillo número uno de Tim McGraw, «Please Remember Me». 

### 2000-2005: transición a bluegrass y últimos años con Epic
Loveless regresó en 2000 con el proyecto de estudio Strong Heart.  Al grabar el álbum, dijo que quería encontrar canciones que atrajeran a los adultos jóvenes. Steve Earle contribuyó con una parte de armónica en la canción «You're So Cool».  Generó dos sencillos country entre los 20 primeros con «That's the Kind of Mood I'm In» y «The Last Thing on My Mind».  A pesar de estas entradas en las listas, el álbum no tuvo éxito comercial, y Steve Huey de AllMusic atribuyó su fracaso a un sonido más country pop que los álbumes anteriores.  Alanna Nash compartió una opinión similar en una reseña para Entertainment Weekly, aunque elogió la canción «My Heart Will Never Pass This Way Again» por la inclusión de música de violín.  El crítico de Country Standard Time, Eli Messinger, se mostró más ambivalente con respecto al proyecto, considerándolo inferior a Long Stretch of Lonesome y notó la inclusión de Jimmy Hall y Travis Tritt en varias pistas. 
Lanzó un par de álbumes de bluegrass entre 2001 y 2002. El primero de ellos fue Mountain Soul, que constaba de contenido original y covers de canciones. Loveless dijo que había querido hacer un álbum de bluegrass acústico desde 1992, cuando conoció a Ralph Stanley. Los ejecutivos de Epic Records acordaron permitirle lanzar el proyecto después de notar reacciones positivas de los fanáticos cada vez que cantaba canciones de bluegrass en concierto. Otro factor en esta decisión fue el éxito contemporáneo de álbumes con influencia bluegrass, como la banda sonora de O Brother, Where Art Thou? y las obras de Nickel Creek.  El álbum incluyó voces invitadas de Earl Scruggs y Ricky Skaggs, junto con versiones de canciones originalmente grabadas por Porter Waggoner, Dolly Parton y Darrell Scott. También hizo una versión de la composición de Gordy «Cheap Whiskey», anteriormente un sencillo para Martina McBride en 1992.  «Out of Control Raging Fire» (a dúo con Travis Tritt) fue lanzado como sencillo y vídeo musical a finales de 2001.  Messinger dio una crítica positiva del álbum para Country Standard Time, calificándolo como "el álbum más lleno de emociones e intransigentemente poderoso de su carrera".  Mountain Soul recibió una nominación al Grammy en la categoría de Mejor Álbum de Bluegrass después de su lanzamiento.  Los temas «The Boys Are Back in Town» y «You'll Never Leave Harlan Alive» recibieron nominaciones a Canción del Año en los International Bluegrass Music Awards 2002.  A este proyecto le siguió en 2002 el álbum navideño de bluegrass Bluegrass & White Snow: A Mountain Christmas. Consistía principalmente en versiones navideñas tradicionales como «Silent Night» y «Away in a Manger». Jon Randall contribuyó a una interpretación de «Joy to the World» y Carolyn Dawn Johnson en «The Little Drummer Boy». Además de estas canciones, Gordy escribió la canción principal y otras dos composiciones originales. 

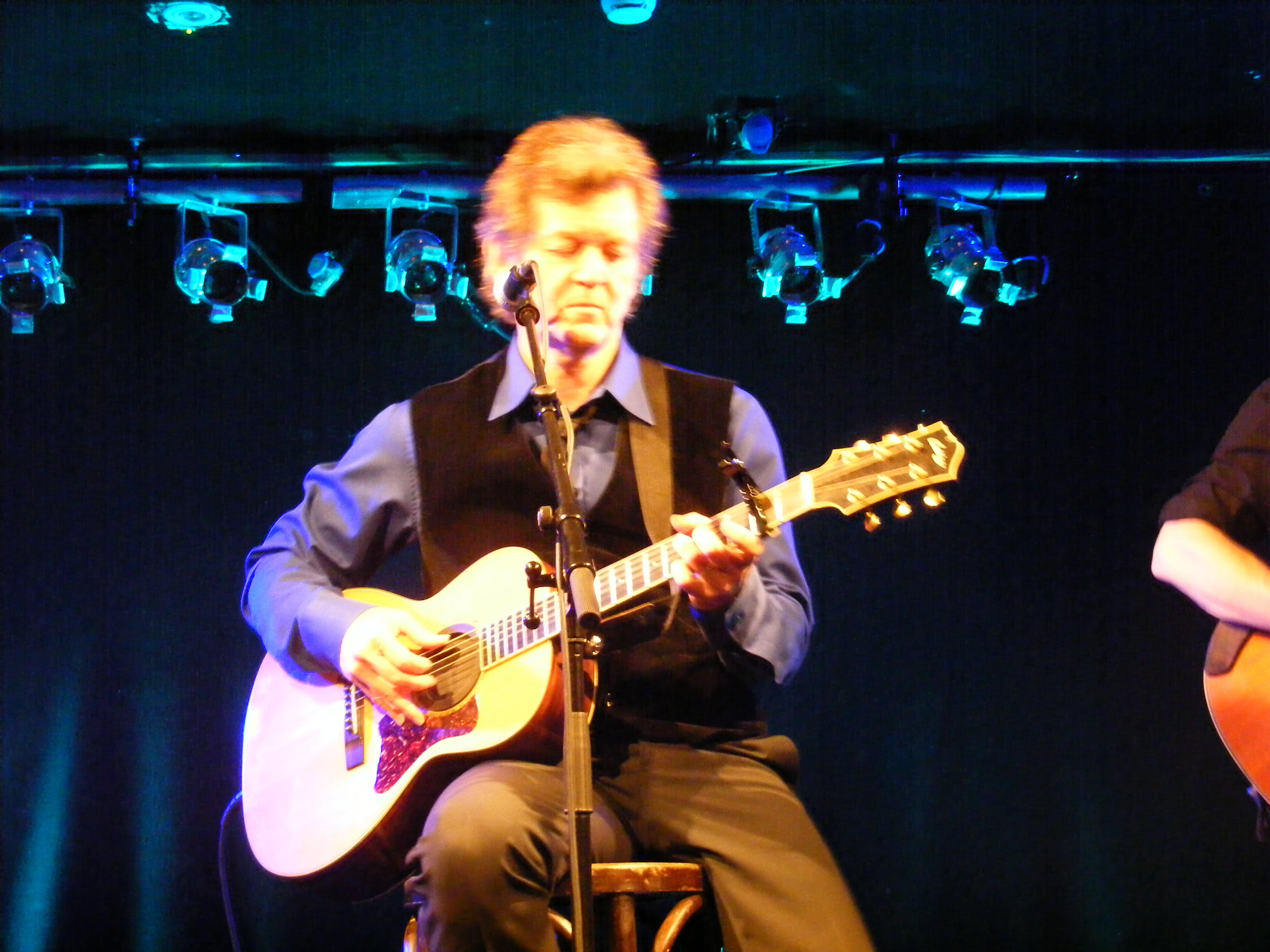
Loveless publicó una versión de «Lovin' All Night» de Rodney Crowell en 2003.

El siguiente álbum de Loveless fue On Your Way Home de 2003.  Loveless dijo más tarde que ella y Emory Gordy querían mezclar la sensación de bluegrass "tradicional" de Mountain Soul con instrumentos más contemporáneos como la batería y la guitarra eléctrica. Seleccionó el primer sencillo para que fuera una versión de «Lovin' All Night» de Rodney Crowell.  Se convirtió en el último éxito entre los 20 primeros de Loveless, mientras que la canción principal y «I Wanna Believe» fueron sus últimas entradas en las listas.  Los coautores del álbum incluyeron a Marty Stuart, Buddy Miller y Matraca Berg. Steven Wine de Associated Press elogió el "vibrante terrenal" de Loveless, aunque consideró que la canción final «The Grandpa That I Know» es la lírica más fuerte.  El escritor de AllMusic, Thom Jurek, también elogió «The Grandpa That I Know» y el tono vocal general de Loveless, así como la inclusión de Dobro y el violín en la producción.  El álbum llevó a Loveless a recibir nominaciones a Vocalista Femenina del Año tanto de la Academia de Música Country como de la Asociación de Música Country,   mientras que la canción principal fue nominada a un premio Grammy a la Mejor Interpretación Vocal Country Femenina.  En 2004, Loveless contribuyó con los coros del sencillo de Alan Jackson «Monday Morning Church».  Los dos también interpretaron la canción juntos en la ceremonia de premios de la Asociación de Música Country de ese año. 
El lanzamiento de 2005, Dreamin' My Dreams, fue el último lanzamiento de Loveless para Epic antes de que el sello cerrara su sucursal en Nashville. El proyecto fue coproducido por Gordy y Justin Niebank. Los músicos que contribuyeron incluyeron a Lee Roy Parnell, Jon Randall y Emmylou Harris.  El álbum incluía cuatro versiones: «Dreaming My Dreams with You» de Waylon Jennings, «Keep Your Distance» de Richard Thompson, «My Old Friend the Blues» de Steve Earle y un dueto con Dwight Yoakam en una versión de Delaney Bramlett «Never Ending Song of Love». La portada de «Keep Your Distance» fue el único sencillo del álbum.  Brian Wahlert de Country Standard Time dijo sobre este álbum que Loveless y Gordy "tienen una habilidad especial para encontrar canciones que expresen la alegría y el dolor de la vida cotidiana de una manera con la que cualquiera pueda identificarse". Elogió la interpretación vocal de Loveless en la canción «On the Verge of Tears» en particular.  Jack Bernhardt de The News and Observer consideró el álbum su lanzamiento más fuerte, destacando la "intriga narrativa" de las canciones, mientras comparaba favorablemente la voz de Loveless con la de Patsy Cline .  El mismo año de este álbum, Vince Gill la presentó como compañera de dueto en la canción «Out of My Mind» de su compilación These Days. 

### 2008-presente: trabajo continuo en Bluegrass y semi-jubilación
En 2006, Loveless apareció en Face the Promise del cantante de rock Bob Seger como dúo en la canción «The Answer's in the Question». David N. Cole, ingeniero de audio de Seger, había recomendado a Loveless como compañero de dueto porque pensaba que la canción debería grabarse a dúo. Inicialmente, Seger no estaba seguro de si Loveless lo aprobaría, pero los dos estuvieron de acuerdo después de darse cuenta de que eran fanáticos de la música del otro.  Luego hizo una pausa en la grabación, debido en parte a que Epic cerró su sucursal en Nashville. Además, su madre y su suegra habían fallecido y su hermano Roger había sufrido un derrame cerebral.  El lanzamiento de su siguiente álbum fue Sleepless Nights en Saguaro Road Records en 2008.  Según una entrevista con CMT, Loveless eligió hacer un álbum de covers dedicado tanto a Roger como a su hermana Dottie (fallecida en 1996).  Gordy produjo y tocó el bajo en el álbum, con otros colaboradores como el pianista Hargus "Pig" Robbins, el guitarrista Al Perkins y el baterista Harry Stinson. El álbum incluía versiones de canciones editadas por primera vez por The Everly Brothers, George Jones, Porter Waggoner y Webb Pierce.  El sencillo principal fue una versión de «Why Baby Why» de Jones. Jonathan Keefe de Slant Magazine calificó la voz de Loveless como "interpretativa" y destacó el "peso temático deliberado" de las canciones elegidas.  Jurek escribió sobre este álbum: "Loveless trata estas canciones sin siquiera un rastro de nostalgia, sino como la encarnación viva de historias que no sólo transfieren emociones, sino que revelan las verdades ocultas del amor, la vida, la tristeza, el dolor y la sabiduría adquirida por la experiencia".  Además de este álbum, cantó a dúo en la canción «House of Cash» del álbum Troubadour de George Strait de 2008.  En la 51.ª edición de los premios Grammy, Sleepless Nights fue nominado a Mejor Álbum Country, mientras que «House of Cash» fue nominado a Mejor Colaboración Country con Voz. 

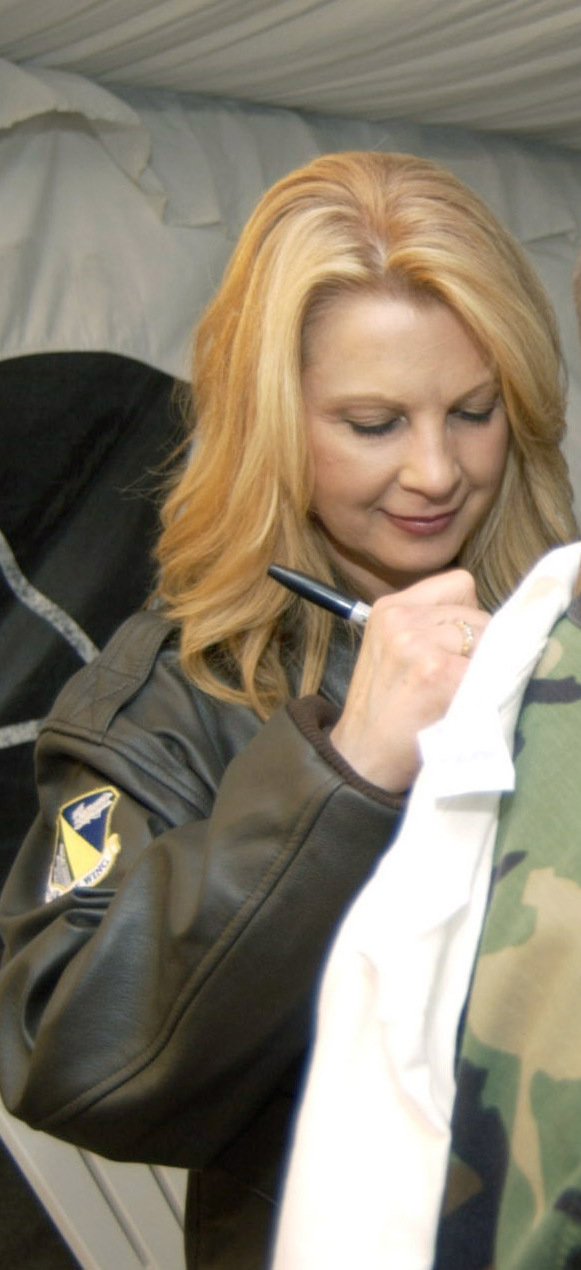
Loveless en 2004.

Un año después, Loveless lanzó su último álbum de estudio hasta la fecha llamado Mountain Soul II. Esta fue una continuación del proyecto Mountain Soul original. Al igual que su predecesor, presenta influencias de la música acústica y bluegrass. Vince Gill, Del McCoury y Emmylou Harris estuvieron entre los vocalistas que contribuyeron; esta última lo hizo en una versión de su propia «Diamond in My Crown». Loveless también incluyó una serie de canciones cristianas tradicionales como "Hijos de Abraham", que cantó a capella.  Loveless eligió incluir material cristiano en el proyecto, ya que anteriormente había cantado «Amazing Grace» con Ralph Stanley y Emmylou Harris mientras estaba de gira con ellos.  El sencillo principal del álbum fue una versión de «Busted» de Harlan Howard. Keefe elogió temas individuales como este y la interpretación de «I'm Working on a Building», pero por lo demás pensó que el álbum carecía del "enfoque" de su predecesor. 
Aunque se retiró en gran medida de la actuación en 2009, Loveless ha contribuido esporádicamente a los álbumes de otros artistas. Prestó su voz para la canción «Dear Diamond» del álbum Four the Record de Miranda Lambert de 2010.  El mismo año, se unió a Danica Patrick, Caitlyn Jenner y Michael Strahan en un programa iniciado por NASCAR titulado Drive, que se realizó para crear conciencia sobre la enfermedad pulmonar obstructiva crónica. Loveless decidió unirse al programa porque su hermana Dottie había muerto a causa de la enfermedad.  También apareció en álbumes de Angaleena Presley,  Elizabeth Cook,  Trisha Yearwood y Carly Pearce. 
En octubre de 2022, Loveless fue uno de los varios artistas en Kentucky Rising, un concierto benéfico celebrado en Rupp Arena para recaudar fondos para las víctimas de las inundaciones en Kentucky. Otros artistas en el lugar incluyeron a Chris Stapleton, Dwight Yoakam, Ricky Skaggs y Tyler Childers.  Un mes después, Loveless y Stapleton interpretaron juntos «You'll Never Leave Harlan Alive» en la 56.ª edición de los premios anuales de la Asociación de Música Country. 

## Estilo de música
Los editores de Country Music: The Encyclopedia describen a Loveless como alguien que tiene un "estilo vocal directo desde el corazón, fuerte pero vulnerable", que compararon favorablemente con Loretta Lynn y Kitty Wells. La misma entrada señaló que Loveless tuvo éxito comercial tanto con canciones alegres como con baladas, y afirmó que ella "puede no ser una de las personalidades más llamativas que existen; sin embargo, las canciones que elige cantar y la forma en que elige cantarlas son algunas de lo mejor de lo que se trata la música country 'tradicional' moderna".  Steve Huey de Allmusic escribió que ella "saltó al estrellato gracias a su mezcla de honky-tonk y country rock, sin mencionar un estilo de balada quejumbroso y emocional... pero la mayoría de los críticos coincidieron en que ella realmente se destacó como artista cuando se mudó a Epic a principios de los 90".  Según The Virgin Encyclopedia of Country Music, atribuyó su tono vocal a su educación en áreas de Kentucky conocidas por la música bluegrass. 
En una reseña de Up Against My Heart, Alanna Nash describió a Loveless como alguien que tiene una "voz salvaje y herida". También escribió que "como la neotradicionalista Emmylou Harris, no le teme a un atrevido ritmo de country rock ni a letras progresivas que la retratan como una mujer que sabe lo que quiere del amor".  Nash también señaló que Loveless aún no había ganado ningún premio de la industria en el momento del lanzamiento del álbum, afirmando que "su falta de extravagancia y cualquier deseo de interpretar la política de Nashville" puede haber sido un factor.  Carole L. Phillips de The Cincinnati Post declaró que Loveless "fusiona la intensa intensidad emocional del rock con un tenor gutural".  Geoffrey Himes de The Washington Post notó un tema recurrente de "pérdida" y "angustia" en las letras de las canciones de Loveless.  Un artículo no acreditado en The Courier-News de Bridgewater, Nueva Jersey, afirmó que Loveless fue "bendecido con un gemido natural de honky tonk y una honestidad vocal sincera". El mismo artículo también describió «The Lonely Side of Love», «Hurt Me Bad (In a Real Good Way)» y «Can't Stop Myself from Loving You» como de estilo más tradicional que el material "orientado al rock" como "Hueso Celoso" o "Cadenas". 
Nash describió el estilo de producción de Gordy como "delgado pero musculoso".  Loveless le dijo a CMA Close Up en 1996 que las sesiones de producción generalmente comenzaban con Gordy grabando solo su voz y una pista de guitarra acústica para determinar su tono vocal para cada pista antes de agregar otros instrumentos.  Remz declaró en una reseña de Long Stretch of Lonesome que Gordy "sabe exactamente qué hacer con la voz de su esposa — déjala rasgar, pero tampoco la ordeña demasiado".  Loveless le dijo a Los Angeles Times en 1995 que busca canciones con "realismo" en las letras.  También afirmó que no le gustaba grabar canciones sobre relaciones si presentaban a los hombres desde una perspectiva negativa; dijo que inicialmente rechazó "Ni siquiera sabes quién soy" por esta razón hasta que se dio cuenta de que el segundo verso de la canción también mostraba la relación fallida desde la perspectiva masculina.  Como Loveless casi nunca escribía canciones, a menudo solicitaba la ayuda de Gordy en la selección y arreglo de las canciones. 

## Legado
Debido a su prolificidad en la década de 1990, varias publicaciones han citado a Loveless como una influencia en las generaciones posteriores de la música country. En 2017, Taste of Country la clasificó como la veintinueve "mujer más poderosa" en la música country, destacando el éxito de crítica de los álbumes de Mountain Soul . En el mismo artículo, Lauren Lucas afirmó que El problema con la verdad fue una "gran influencia" para ella.  Carly Pearce también ha citado a Loveless como una influencia profesional. Los dos colaboraron en la canción " Dear Miss Loretta " del álbum 29 de Pearce de 2021: Written in Stone.  
Sara Evans, al hablar de sus planes de grabar una continuación de su álbum Copy That de 2020, declaró que quería que dicha continuación tuviera un sonido country más tradicional. Al hacerlo, también citó a Loveless como uno de sus artistas favoritos y dijo que quería que su próximo álbum sonara como Loveless.  Kevin John Coyne de Country Universe había comparado previamente la voz de Evans con la de Loveless en una reseña del sencillo de Evans de 1998 «No Place That Far». 
En 2023, Rolling Stone clasificó a Loveless en el puesto 177 de su lista de los 200 mejores cantantes de todos los tiempos.  En abril de 2023, la Asociación de Música Country anunció que Loveless, la cantante Tanya Tucker y el compositor Bob McDill fueron las tres personas elegidas para ingresar al Salón de la Fama de la Música Country para el año calendario 2023. Su amigo Vince Gill la presentó formalmente en una ceremonia de entrega de medallas el 22 de noviembre de 2023. 

## Vida personal

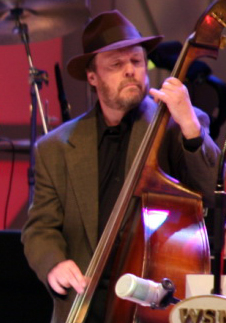
Loveless está casado con Emory Gordy Jr. desde 1989.

El primer matrimonio de Loveless fue con Terry Lovelace, baterista de los Wilburn Brothers, en 1973. Después de casarse con él, cambió su apellido a Loveless. Según la Enciclopedia Virgin de Música Country, este cambio se produjo porque pensó que ayudaría a evitar que la confundieran con la actriz porno Linda Lovelace.  Loveless corroboró esto en una entrevista de 1990 con el Richmond Times-Dispatch.  Se divorció de Terry Lovelace en 1986.   Su segundo matrimonio fue con Emory Gordy Jr. en febrero de 1989. Gordy ha sido bajista y productor en casi todos los álbumes de Loveless.  Gordy había tocado previamente el bajo en la banda de gira de Emmylou Harris, Hot Band, y también ha producido álbumes de Bellamy Brothers, Earl Thomas Conley y Alabama, entre otros.  Loveless le dijo a Los Angeles Times en 1995 que su relación inspiró la canción principal de When Fallen Angels Fly, ya que ambos habían estado en relaciones anteriores y no estaban seguros de si desarrollarían exitosamente otra hasta que se conocieron.  El hermano de Loveless, Roger, quien desempeñó varios papeles clave al principio de su carrera, murió a los 72 años en junio de 2022. 

## Discografía
- 1986: Patty Loveless
- 1988: If My Heart Had Windows
- 1988: Honky Tonk Angel
- 1990: On Down the Line
- 1991: Up Against My Heart
- 1993: Only What I Feel
- 1994: When Fallen Angels Fly
- 1996: The Trouble with the Truth
- 1997: Long Stretch of Lonesome
- 1999: Classics
- 2000: Strong Heart
- 2001: Mountain Soul
- 2002: Bluegrass & White Snow: A Mountain Christmas
- 2003: On Your Way Home
- 2005: Dreamin' My Dreams
- 2008: Sleepless Nights
- 2009: Mountain Soul II